# Cricetini
Cricetini – plemię ssaków podrodziny chomików (Cricetinae) w obrębie chomikowatych (Cricetidae).

## Rozmieszczenie geograficzne
Do plemienia należą gatunki występujące w Palearktyce, od Europy Zachodniej do Korei, od południowej Syberii i Rosyjskiego Dalekiego Wschodu do wybrzeży Lewantu, Iran, Afganistan i Pakistan, północno-zachodnie Indie, Nepal i obszaru Sanjiangyuan w Chińskiej Republice Ludowej.

## Podział systematyczny
Do plemienia należą następujące rodzaje:
- Cansumys G.M. Allen, 1928 – jedynym przedstawicielem jest Cansumys canus G.M. Allen, 1928 – lasochomik chiński
- Tscherskia Ognev, 1914 – koreochomik
- Allocricetulus Argyropulo, 1932 – chomiec
- Cricetus Leske, 1779 – chomik – jedynym żyjącym współcześnie przedstawicielem jest Cricetus cricetus (Linnaeus, 1758) – chomik europejski
- Nothocricetulus Lebedev, Bannikova, Neumann, Ushakova, Ivanova & Surov, 2018 – jedynym przedstawicielem jest Nothocricetulus migratorius (Pallas, 1773) – chomiczak szary
- Cricetulus A. Milne-Edwards, 1867 – chomiczak